# Andy Riley
Andy Riley (Aylesbury, 1970) is een Britse cartoonist, striptekenaar en scenarioschrijver, woonachtig te Londen.

## Boeken
Riley heeft verschillende bestsellers geschreven: The Book of the Bunny Suicides, Return of the Bunny Suicides, Great Lies to Tell Small Kids, Loads More Lies to Tell Small Kids, D.I.Y. Dentistry, Selfish Pigs en Dawn of the Bunny Suicides. De schrijver is vooral bekend om zijn cartoons over zelfmoordkonijntjes. Zijn boeken zijn in meerdere talen vertaald.

## Comedyscenario's
Samen met Kevin Cecil heeft Riley verschillende comedyscenario's geschreven, waaronder sitcoms als The Great Outdoors en Hyperdrive voor de BBC en Slacker Cats voor ABC Family Channel. Verder hebben zij bijgedragen aan comedy's Little Britain, The Armando Iannucci Shows, Come Fly With Me, Trigger Happy TV, So Graham Norton, Smack the Pony, Armstrong and Miller, Bob and Margaret, Spitting Image, Harry and Paul, Katy Brand's Big Ass Show, Alexei Sayle's Merry-Go-Round, Man Stroke Woman en Big Train.
- Bibsys: 4065738
- Biblioteca Nacional de España: XX4603704
- Bibliothèque nationale de France: cb137624598 (data)
- CiNii: DA17505329
- Gemeinsame Normdatei: 1194336191
- International Standard Name Identifier: 0000 0000 0119 9163
- Library of Congress Control Number: n2003007210
- Bibliotheek van het Japanse parlement: 01086887
- Nationale Bibliotheek van Tsjechië: xx0076969
- Nationale Bibliotheek van Israël: 987009349752005171
- Nederlandse Thesaurus van Auteursnamen: 258679662
- Système universitaire de documentation: 156357267
- Virtual International Authority File: 61728399
- WorldCat: E39PBJvRQwCWC4DPqQBRTt8cT3